# Alba Alcamo 1928
La Società Sportiva Dilettantistica Alba Alcamo 1928 s.r.l. abbreviata semplicemente in Alcamo e attualmente denominata FC Alcamo 1928, è una società calcistica italiana con sede nella città di Alcamo, in provincia di Trapani.
La squadra alcamese nel corso dei suoi 95 anni di storia è stata protagonista di svariati successi regionali; tali traguardi hanno reso il club, uno dei più titolati di sempre in terra sicula. A livello regionale, la squadra ha conquistato complessivamente la vittoria di 11 campionati e 6 coppe, per un totale di 17 trofei. Nella bacheca bianconera figurano un campionato di Eccellenza, 2 di Promozione, 4 di Prima Categoria, 3 di Seconda Divisione, una Coppa Arpinati, 2 Coppe Sicilia e 3 Coppe Italia Dilettanti siciliane (a pari merito con il Vittoria); in ambito nazionale, la squadra si è resa protagonista nella conquista di un campionato di Serie D e una Coppa Italia Dilettanti. In tre occasioni l'Alcamo è riuscito a centrare il classico double ottenendo, nel corso della sua storia, la vittoria di più competizione nello stesso anno; nella stagione 1933-1934 vinse il campionato regionale di Seconda Divisione accompagnato dal successo della Coppa Sicilia, nel 2006-2007 si classificò prima nel campionato di Eccellenza e vinse la fase regionale della Coppa Italia Dilettanti, mentre la stagione successiva conquistò il primato in Prima Categoria vincendo nella stessa annata la Coppa Sicilia.
La società bianconera è l'unica squadra ad aver disputato 5 finali nella fase regionale della Coppa italia Dilettanti, oltre ad essere l'unico club, a pari merito con il Villabate, la Polisportiva Gioiosa e l'Adernò, ad aver vinto 2 volte la Coppa Sicilia.

## Storia

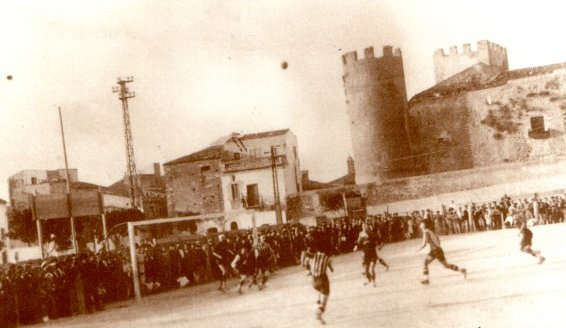
La squadra di calcio alcamese durante una partita nel 1928

La prima squadra calcistica di Alcamo è stata fondata nel 1928 e portava il nome di Unione Sportiva Alba Alcamo. Negli anni trenta conquistò la Coppa Arpinati. Nel 1957 venne rifondata con il nome di Associazione Sportiva Calcio Alcamo. Partì dalla Seconda Divisione e nel 1961 esordì in Serie D, retrocedendo subito. Dopo vent'anni di militanza nei campionati dilettantistici, nel 1975-1976 fu promosso in Serie C, da cui retrocesse subito.
Ripescato per l'allargamento dei quadri in Serie C2, vi giocò dal 1978-1979 al 1984-1985, arrivando al massimo al terzo posto nella prima stagione. In quegli anni Gaspare Umile, centrocampista avanzato nativo di Marsala con precedenti in Serie A, realizzò 21 reti in due stagioni (1979-1981).
Tre retrocessioni consecutive hanno portato la squadra bianconera in Prima Categoria nel 1987. È tornata nel Campionato Nazionale Dilettanti tra il 1994 e il 1997. Nella stagione 1995-1996, la società bianconera ottiene ottimi risultati, infatti arriva 9º nel girone I del C.N.D, Vince la Coppa Italia Dilettanti contro il Nardò e vince la Supercoppa Italiana Dilettanti contro la Fortis Juventus.

Una formazione alcamese della stagione 1977-1978

Ritorna in Serie D tra il 2004 e il 2006.
Al termine della stagione 2006-2007 è arrivata prima nel girone A del campionato d'Eccellenza ed è quindi stata promossa in serie D ma poi è stata esclusa dal campionato dilettantistico.
Nell'estate 2010 la società presieduta dall'imprenditore locale Baldo Marchese ha acquistato il titolo del Marsala ASD e ha ottenuto l'iscrizione al campionato regionale di Eccellenza, venendo inserita nel girone A.
Nella stagione 2010-2011 termina il campionato di Eccellenza al sesto posto, disputando lo spareggio per i play off con l'Orlandina, uscendone sconfitta (1-3 dts). Disputa anche la finale di coppa Italia di Eccellenza siciliana, ma viene battuto dal Vittoria (2-3 dts).
Negli anni seguenti, ottiene posizioni mediocri, garantendosi però la permanenza in Eccellenza con estrema tranquillità.
Nel mese di giugno 2015, l'ASD Alcamo e la Scuola Calcio Adelkam si fondono, dando vita alla SSD Alba Alcamo 1928, che di fatto prosegue la tradizione sportiva della precedente società. Il primo presidente del nuovo corso è Baldo Marchese. La prima parte del campionato è deludente, il tecnico Corrado Mutolo viene sostituito a dicembre da Riccardo Chico, il quale riesce a traghettare i siciliani fino al quinto posto finale; tuttavia, i play-off non verranno disputati a causa degli oltre dieci punti di distacco dalla quarta classificata.
Nel campionato successivo l'Alcamo arriva al 6º posto che, eccezionalmente, permette la disputa dei play-off, grazie alla Promozione in Serie D del Troina non dal campionato ma tramite la Coppa Italia Dilettanti, ma la squadra esce battuta per 1-0 nella semi-finale play off contro la Folgore Selinunte.

## Strutture

### Stadio
Il campo sportivo principale utilizzato dall'Alcamo è lo stadio Lelio Catella, dove vengono svolte le partite interne e gli allenamenti della squadra. La struttura possiede 4,968 posti a sedere, 2,468 in tribuna, 2,000 posti in gradinata e 500 riservati agli ospiti. Il terreno da gioco in erba naturale e munito di una pista atletica con 6 corsie. Lo stadio è situato all'ingresso della città, nei pressi dell'Autostrada A29 e venne costruito nella prima metà degli anni ottanta.

## Allenatori e presidenti
Di seguito la lista degli allenatori e dei presidenti dell'Alcamo Calcio, dal 1928 ad oggi.
- 1928-1929  Beppe Cutrera
- 1929-1933  ...
- 1933-1934  Giuseppe Cutrera
- 1934-1958  ...
- 1958-1959  Umberto Badii
- 1959-1961  Gino Colaussi
- 1961-1965  ...
- 1965-1966  Luigi Soffrido
 ...
- 1967-1968  Gino Colaussi
- 1968-1974  ...
- 1974-1976  Natale Casisa
- 1976-1977  Natale Casisa (1ª-8ª)
 Carlo Matteucci (8ª-38ª)
- 1977-1978  ...
- 1978-1981  Carlo Matteucci
- 1981-1982  ...
- 1982-1984  Franco Rondanini
- 1984-1994  ...
- 1994-1995  Pasqualino Borsellino
- 1995-2003  ...
- 2003-2004  Andrea Moceri (1ª-10ª)
 Aiello (11ª alla 30ª + playoff)
- 2004-2005  Aiello-Lele Aprile
- 2005-2006  Carollo-Lele Aprile
- 2006-2007  Roberto Boscaglia
- 2007-2010  ...
- 2010-2011  Riccardo Chico (1ª-6ª)
 Cristian Ciaramella (7ª-30ª)
- 2011-2012  Cristian Ciaramella
- 2012-2013  Cristian Ciaramella (1ª-6ª)
 Vincenzo Montalbano (7ª-30ª)[8]
- 2013-2014  Riccardo Chico
- 2014-2015  Antonio Putaggio (1ª-17ª)
 Antonello Capodicasa (18ª-30ª)
- 2015-2016  Corrado Mutolo (1ª-5ª)[9]
 Riccardo Chico (6ª-30ª)
- 2016-2017  Riccardo Chico
- 2017-2018  Giuseppe Guida (1ª-10ª)[10]
 Davide Boncore (11ª-28ª)
 Gigi Prestigiacomo (29ª-30ª)
- 2018-2019  Michele Lo Verso [11] (1ª-3ª)
 Riccardo Chico (4ª-30ª)
- 2019-2020  Francesco Galeoto (1ª-11ª)
 Carmelo Di Salvo (12ª-24ª)
- 2021-2022  Christian Perricone (1ª-5ª)
 Massimo Messina (6ª-7ª)
 Pietro Tarantino (8ª-26ª)
- 2022-2023  Totò Tedesco (1ª-3ª)
 Vincenzo Virga (4ª-11ª)
 Salvatore Cocuzza (12ª)

??
- 2023-2024  Vincenzo Virga

- 1928-?  Marco Rocca
- ?-1957  ...
- 1957-1960  Gaetano Bonì
- 1960-?  Vincenzo Rocca
- ?-1974  ...
- 1974-1982  Giuseppe Lauria
- 1982-2010  ...
- 2010-2011  Baldo Marchese
- 2011-2012  Giuseppe Calvaruso
- 2012-2013  Pietro Daidone
- 2013-2015  Gianni Grasso
- 2015-2018  Baldo Marchese
- 2018-2024  Gigi Prestigiacomo
- 2024-  Cosimo Scrivano

## Calciatori

### Capitani
- ... (1928-2013)
- Gianluca Cardinale (2013-2014)[12][13]
- Riccardo Alderuccio (2014-2017)[14]

## Palmarès

### Competizioni nazionali
- Coppa Italia Dilettanti: 1

1995-1996
- Coppa Arpinati: 1

1932-1933

### Competizioni interregionali
- Serie D: 1

1975-1976 (girone I)

### Competizioni regionali
- Eccellenza: 1

2006-2007 (girone A)
- Promozione: 2

1974-1975 (girone A), 1990-1991 (girone A)
- Prima Categoria: 4

1960-1961 (girone A), 1963-1964 (girone A), 1988-1989 (girone F), 2007-2008 (girone A)
- Seconda Divisione: 3

1933-1934 (girone A), 1949-1950 (girone D), 1958-1959 (girone A)
- Campionato Siciliano: 1

1944-1945 (girone A)
- Coppa Italia Dilettanti Sicilia: 3  (record a pari merito col Vittoria)

1993-1994, 2002-2003, 2006-2007
- Coppa Sicilia: 2

1934, 2007-2008

### Altri piazzamenti
- Serie C2:

terzo posto: 1978-1979 (girone D)
- Serie D:

Promozione: 1977-1978 (girone I)
- Eccellenza Sicilia:

secondo posto: 1997-1998 (girone A), 2001-2002 (girone A), 2002-2003 (girone A), 2011-2012 (girone A), 2013-2014 (girone A)
terzo posto: 1993-1994 (girone B), 1998-1999 (girone A), 1999-2000 (girone A), 2000-2001 (girone A), 2003-2004 (girone A)
- Promozione Sicilia:

terzo posto: 1971-1972 (girone A), 2008-2009 (girone A)
secondo posto: 1973-1974 (girone A)
- Prima Divisione Sicilia:

terzo posto: 1935-1936
- Seconda Divisione Sicilia:

secondo posto: 1954-1955 (girone E)
terzo posto: 1955-1956 (girone G)
- Coppa Italia Dilettanti:

Semifinalista: 1993-1994 (finalista della Fase Eccellenza)

## Statistiche e record

### Partecipazione ai campionati
Nazionali
| Livello | Categoria                       | Partecipazioni | Debutto   | Ultima stagione | Totale |
| ------- | ------------------------------- | -------------- | --------- | --------------- | ------ |
| 3º      | Prima Divisione                 | 1              | 1934-1935 | 1934-1935       | 2      |
| 3º      | Serie C                         | 1              | 1976-1977 | 1976-1977       | 2      |
| 4º      | Serie D                         | 5              | 1961-1962 | 1977-1978       | 12     |
| 4º      | Serie C2                        | 7              | 1978-1979 | 1984-1985       | 12     |
| 5º      | Campionato Interregionale       | 1              | 1985-1986 | 1985-1986       | 6      |
| 5º      | Campionato Nazionale Dilettanti | 3              | 1994-1995 | 1996-1997       | 6      |
| 5º      | Serie D                         | 2              | 2004-2005 | 2005-2006       | 6      |

Regionali
| Livello | Categoria         | Partecipazioni | Debutto   | Ultima stagione | Totale |
| ------- | ----------------- | -------------- | --------- | --------------- | ------ |
| IV      | Seconda Divisione | 3              | 1931-1932 | 1933-1934       | 6      |
| IV      | Prima Divisione   | 3              | 1935-1936 | 1947-1948       | 6      |
| V       | Terza Divisione   | 1              | 1930-1931 | 1930-1931       | 21     |
| V       | Prima Divisione   | 1              | 1948-1949 | 1948-1949       | 21     |
| V       | Prima Categoria   | 7              | 1959-1960 | 1966-1967       | 21     |
| V       | Promozione        | 6              | 1969-1970 | 1974-1975       | 21     |
| V       | Eccellenza        | 6              | 2014-2015 | 2019-2020       | 21     |
| VI      | Seconda Divisione | 3              | 1949-1950 | 1951-1952       | 28     |
| VI      | Prima Divisione   | 3              | 1952-1953 | 1957-1958       | 28     |
| VI      | Promozione        | 7              | 1986-1987 | 2024-2025       | 28     |
| VI      | Eccellenza        | 15             | 1991-1992 | 2013-2014       | 28     |
| VII     | Seconda Divisione | 4              | 1953-1954 | 1958-1959       | 8      |
| VII     | Prima Categoria   | 2              | 1987-1988 | 1988-1989       | 8      |
| VII     | Promozione        | 2              | 2008-2009 | 2009-2010       | 8      |
| VIII    | Prima Categoria   | 1              | 2007-2008 | 2007-2008       | 1      |

### Partecipazioni alle coppe
| Competizione                                         | Partecipazioni | Debutto   | Ultima stagione | Totale |
| ---------------------------------------------------- | -------------- | --------- | --------------- | ------ |
| Coppa Italia Semiprofessionisti/Coppa Italia Serie C | 6              | 1978-1979 | 1984-1985       | 6      |
| Coppa Italia Serie D                                 | 1              | 2004-2005 | 2004-2005       | 1      |
| Coppa Italia Dilettanti                              | 4              | 1993-1994 | 2006-2007       | 4      |